# G.K. Chesterton
Gilbert Keith Chesterton, känd som G.K. Chesterton, född 29 maj 1874 i London, död 14 juni 1936 i Beaconsfield, Buckinghamshire, var en brittisk författare, lekmannateolog, journalist och poet.

## Biografi
Chesterton studerade först konst vid Slade School of Fine Art och blev konstkritiker. Därefter blev han journalist på liberala tidningar, med en ovanligt bred ämnessfär. Han konverterade från anglikanska till katolska kyrkan 1922.
Han skapade Fader Brown som i fem novellsamlingar löser olika kriminalfall med religiösa övertoner. Förutom de 48 novellerna om Fader Brown skrev Chesterton flera deckarnoveller, bland annat om Basil Grant som löser sina fall genom intuition och om Mr Pond som ständigt ställs inför nya paradoxer.
Chesterton har skrivit ett antal biografier, bland annat över Robert Browning 1904, Charles Dickens 1906, (på svenska 1933), George Bernard Shaw 1909, Francisco Solano 1925 (svensk översättning 1926), William Cobbett 1926 och Robert Louis Stevenson 1927.
Själv beskrev sig Chesterton huvudsakligen som journalist. Han bidrog till och var redaktör för tidningarna Eye Witness, New Witness samt G.K.'s Weekly, som förespråkade den sociala filosofin distributism. Hans stora intresse var de politiska och sociala orättvisorna, något som återspeglades i verken Heretics (1905) och Orthodoxy (1909). Chesterton var en inflytelserik kristen apologet som gick i kritisk dialog med sin samtids intellektuella kultur. Hans försvar för traditionell kristen tro i en modern kontext har inspirerat många senare tänkare och författare, däribland C.S. Lewis och Dorothy L. Sayers.
John Dickson Carrs romandetektiv Gideon Fell är i mångt och mycket ett porträtt av G.K. Chesterton.